# 电离

电中性原子的電離能

电离（英語：Ionization），或称電離、电离作用、離子化，是指在（化學性的）能量作用下，原子、分子在水溶液中或熔融状态下产生自由离子的过程。
電離大致可細分為兩種類型：一種連續電離（sequential ionization）和非連續電離（nonsequential ionization）。在古典物理學中，只有連續電離可以發生。非連續電離則違反了若干物理定律，屬於量子電離。
例如：
- 在水溶液中，由于水分子的作用，HCl全部解離成H+和Cl−，因此被定義為強酸
- 在水溶液中，由于水分子的作用，CH3COOH部分离解成H+和CH3COO−，因此被定義為弱酸
- 在光照或高能射線輻射下，气態原子、分子失去电子變成離子

## 古典電離
只適用於古典物理和波耳模型，使原子和分子電離完全確定性，即每一個問題，始終有一個明確的和可計算的答案。

## 电离理论的提出
电离理论是1884年时由瑞典化学家S.A.阿伦尼乌斯提出的，因此也称为阿伦尼乌斯电离理论，又称为酸碱电离论。阿伦尼乌斯提出电解质会在溶液中自动的离解成正、负离子的理论。

## 参阅
- 电离常数
- 电离度
- 电离能

| basic | basic  | 轉變為 | 轉變為 | 轉變為       | 轉變為 |
| basic | basic  | 固態   | 液態   | 氣態         | 電漿態 |
| 從    | 固態   |        | 熔化   | 昇華         |        |
| 從    | 液態   | 凝固   |        | 汽化         |        |
| 從    | 氣態   | 凝華   | 液化   |              | 电离   |
| 從    | 電漿態 |        |        | 等离子体重组 |        |